# عامر علي مالك
عامر علي مالك هو ممثل هندي بدأ مسيرته الفنية عام 2002. درس في الجامعة الأميركية.

## وصلات خارجية
- عامر علي مالك على موقع IMDb (الإنجليزية)
- عامر علي مالك على موقع قاعدة بيانات الفيلم (الإنجليزية)